# Жадківська сільська рада
Жа́дківська сільська́ ра́да — орган місцевого самоврядування в Корецькому районі Рівненської області. Адміністративний центр — село Жадківка.

## Загальні відомості
- Жадківська сільська рада утворена в 1940 році.
- Територія ради: 28,858 км²
- Населення ради: 1 563 особи (станом на 2001 рік)
- Територією ради протікає річка Корчик.

## Населені пункти
Сільській раді підпорядковані населені пункти:
- с. Жадківка
- с. Старий Корець

## Склад ради
Рада складається з 16 депутатів та голови.
- Голова ради: Якубець Ігор Ростиславович
- Секретар ради: Мартиненко Людмила Петрівна

### Керівний склад попередніх скликань
| Прізвище, ім'я, по батькові | Основні відомості                                                                                  | Дата обрання | Дата звільнення |
| --------------------------- | -------------------------------------------------------------------------------------------------- | ------------ | --------------- |
| Якубець Ігор Ростиславович  | Сільський голова, 1969 року народження, освіта вища, безпартійний                                  | 26.03.2006   | 31.10.2010      |
| Якубець Ігор Ростиславович  | Сільський голова, 1969 року народження, освіта вища, член Всеукраїнського об'єднання «Батьківщина» | 31.10.2010   |                 |

Примітка: таблиця складена за даними сайту Верховної Ради України